# Bucaramanga
Bucaramanga é uma cidade da República da Colômbia capital do departamento de Santander. Situa-se à altitude de 959 metros e foi fundada em 22 de dezembro de 1622. 
Em 2015, um relatorio so Banco Mundial a classificou como uma das cidades mais competitivas e com melhor qualidade de vida da America Latina.
Está localizada no nordeste do país, na Cordilheira Oriental, braço da
Cordilheira dos Andes,às margens do Río de Oro. Bucaramanga tem
599.106 habitantes e, junto com Floridablanca, Girón e Piedecuesta,
forma a Area Metropolitana de Bucaramanga com um total de
1.231.228 habitantes, tornando-se a quinta aglomeraçao urbana mais populsa do país.
Está localizada a 384 km de Bogotá, capital do país. 
Sendo a capital do departamento de Santander, Bucaramanga abriga a sede do Governo Santander, a Assembleia Departamental, a sede seccional do Ministério Público e a Área Metropolitana de Bucaramanga. Junto com o título de capital de Santander, Bucaramanga detém os títulos de capital e núcleo de desenvolvimento da Província
Metropolitana.Bucaramanga se comunica com as outras cidades do país por estrada; para o transporte aéreo, conta como Aeroporto Internacional Palonegro.
Os setores da economia ordenados de acordo com sua participação na economia da cidade são comércio, serviços e indústria, da mesma forma, a economia da Área Metropolitana de Bucaramanga representa a quinta maior do país. A taxa de desemprego por efeito da pandemia de COVID-19 para janeiro de 2021 é de 16,2%.

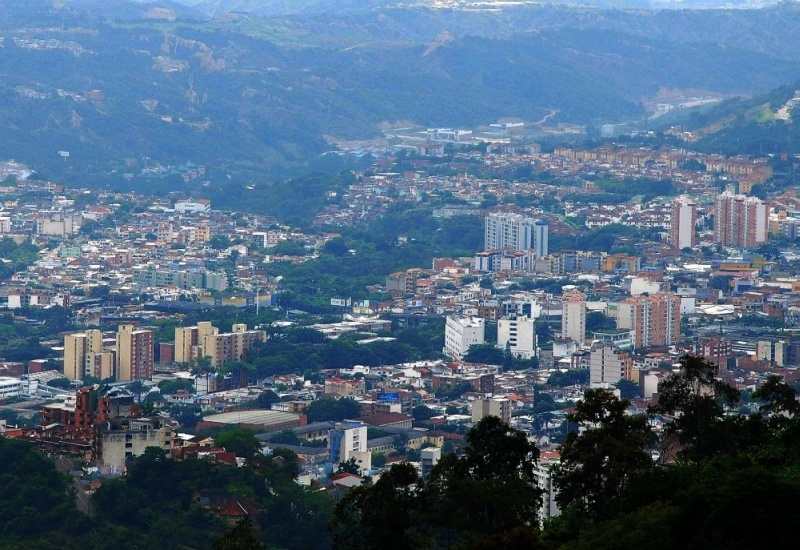
Bucaramanga